# 分部光謙
分部 光謙（わけべ みつのり）は、明治時代の大名・華族（子爵）。近江国大溝藩第2代知藩事。版籍奉還後、9歳で家督を相続したが、翌年に大溝藩は廃藩を願い出ており、在職約1年で知藩事を免職された。長じて競馬に傾倒し、草創期の日本競馬界で最大の個人馬主となるなど目立つ存在となったが、家産を傾けたことなどが問題となり、1902年に爵位を返上した。その後は旧領地の大溝（現在の滋賀県高島市）に暮らして長命を保ち、1944年に83歳で没した。藩主および知藩事の地位にあった者（大名）としては最後まで生きた人物である。

## 生涯

### 最後の大溝藩知事
文久2年11月3日（1862年12月23日）、11代藩主・分部光貞の次男として誕生した。
明治3年4月25日（1870年5月25日）、父・光貞の死去により9歳で家督を相続する。4月28日（5月28日）、従五位を授けられる（後に従四位に昇進）。相続の時点で既に版籍奉還後であり、相続から4日後の4月29日（5月29日）に大溝藩知事に就任するが、大溝藩の財政は負債が年収の数倍に達し、極めて悪化していた。明治4年6月23日（1871年8月9日）、廃藩置県に先立ち廃藩願いを受理されて知藩事免職となり、大溝藩は大津県に編入された。なお、狭山藩（北条家）や鞠山藩（酒井家）といった小藩も財政、財政悪化によって廃藩置県以前に廃藩を行っている。

### 青年時代
知藩事を辞した後、光謙は東京府へ移って学習院へ入学し、学士の資格を取得する。1884年（明治17年）7月、華族令により子爵を授けられる。鹿鳴館時代には社交界の花形と言われたといい、貴族院議員に立候補するなどしたという。
その後、光謙は競馬にのめり込み、当時最強の名馬とも言われた「岩川」など多数の馬を所有する日本最大の馬主となり、自らも騎手として活躍した（後述）。しかしこうした光謙の浪費により、分部家は経済的に行き詰まっていった。1886年（明治19年）11月8日、東京始審裁判所で身代限りを申し渡されている。さらに1887年（明治20年）7月4日、家産の浪費により華族の品位を汚したとして、謹慎10日の処分を受けている。

### 爵位返上と大溝での後半生
1902年（明治35年）7月11日、光謙は子爵を返上した。収監も経験しているが、獄中で聖書と内村鑑三の著書に出会って人生観を変えたという。1908年（明治41年）に旧藩地に戻り、後半生は高島で送った。旧領とはいえすでに屋敷もなく、仮住まいであったが、聖書研究の会や青少年を対象とした英語の塾を開いた。
1909年（明治42年）に自宅ではじめた聖書研究会は、間もなく「日本聖公会大溝講義所」に発展し、分部夫妻をはじめ10名ほどが受洗した。しかし1912年（明治45年）には、素封家の福井邦蔵（のちに日本基督教団明石教会名誉牧師）が信仰を告白したことが契機となって高島では反キリスト教運動が発生し、盛んであった聖公会の集会は寂れてしまったという。また、聖公会の伝道が障害を受けるとともに、聖公会の形式に飽き足らない思いを抱いた信者の中には聖公会とは別の集会を作る動きもあらわれた。日本基督教団大溝教会は光謙を教会の創立者に位置づけており、教会創立日を1908年（明治41年）8月2日としている。同教会のオルガン（辻ピアノ・オルガン製造所製）は、光謙が帰郷した際に東京から持参したもので、集会の際には夫人が演奏したという。
太平洋戦争も末期に差し掛かった1944年（昭和19年）11月29日、83歳で死去した。
滋賀県高島市勝野の円光寺にある分部家歴代の墓所の一角に墓がある。

## 人物
少年時代に光謙から英語を教えられた一人である中村貢（1901年 - 1984年、のちに同志社女子大学英文学科教授）によれば、光謙は眉目秀麗、話術は巧みでユーモアに富み、学習院仕込みの英語も「仲々達者」であった。大溝の住民には「御前（ごぜん）さん」と呼ばれ、親しまれたという。中村貢は光謙についての著作『大溝藩最後の殿様分部光謙公の記録』（私家版、1994年）を残している。

### 光謙と競馬
明治10年代の日本は、軍事的な要請や外交的配慮から馬の改良や馬術の奨励が必要になり、上から模範とするために華族には馬術・競馬が推奨されていた。しかし光謙は競馬に度を過ぎてのめり込み、謹慎処分を受けることになった。
光謙は明治10年代の個人としては、日本最大の馬主である。一例として1885年（明治18年）秋の上野不忍池競馬では、全23レース（番外レースを含む）の中で分部所有馬は12勝している。1882年（明治15年） - 1887年（明治20年）にかけての最強の日本馬「岩川」を、光謙は1885年（明治18年）に700円（現在の約3000 - 4000万円）という当時としては非常な高額で購入している。光謙の厩舎は、横浜外国人居留地民や団体のものを合わせても、当時の4大厩舎の一つともいわれるほどだった。また、自ら賞金を出して特別レースを出したりもしている。共同競馬会社の籤馬（抽せん馬）を購入するため、東北地方に出張もしている。
光謙は多数の競走馬を所有する馬主としてばかりではなく、自ら騎手として各地の競馬で多数回騎乗している。横浜競馬場での1886年（明治19年）5月の婦人財嚢競走で、分部は日本人として初めての勝利騎手になっている。翌年の横浜競馬場婦人財嚢競走でも、勝利騎手になった。
このように明治10年代の日本の競馬界では、光謙は非常に目立った存在だった。前述したように、この時期の華族や上流階級には乗馬や競馬が推奨されていた。しかし、光謙は度を過ぎて競馬にのめり込んだことで「家産を浪費し華族たる品位を失った」とされ、1887年（明治20年）7月に華族会館から謹慎処分を受け、その後は競馬を止めてしまった（少なくとも馬主・騎手として表に名が出ることは無くなっている）。

## 光謙は最後の藩主か
藩主および知藩事の地位にあった者（大名）として、光謙は昭和時代まで生きた最後の人物であったが、「最後の藩主」として候補に挙げられる人物は光謙を含め4人いる。
- 近江大溝藩（2万石）藩主・分部光謙 - 1944年（昭和19年）死去、満82歳
- 上総請西藩（1万石）藩主・林忠崇 - 1941年（昭和16年）死去、満92歳
- 駿河静岡藩（70万石）藩主・徳川家達 - 1940年（昭和15年）死去、満76歳
- 安芸広島藩（42万石）藩主・浅野長勲 - 1937年（昭和12年）死去、満94歳

光謙が単純に「最後の藩主」とされがたい理由として、下記の事情が挙げられる。
- 光謙が家督を相続したのは既に版籍奉還が行われた後であり、幕藩体制が事実上瓦解していたこと
- 知藩事在職期間が1年2か月と短いこと
- 廃藩置県より前に知藩事を免官になっていること
- 林忠崇は戊辰戦争で自ら藩兵を率い藩主として積極的に行動していたが、光謙は辞任時ですら10歳（満8歳）という幼年であること

林忠崇についても、戊辰戦争後に改易され本人が爵位を受けていないこと、徳川家達も廃藩置県時に満7歳の幼君であることから、それらの事情を持たない浅野長勲までが「最後の藩主」の候補となる。

## 栄典
- 1889年（明治22年）7月30日 - 正五位[15]

## 系譜
父母
- 分部光貞（父）

妻
- 銀姫 ー 溝口直溥の娘